# Sizwe Ndlovu
Sizwe Lawrence Ndlovu (født 24. september 1980 i Johannesburg, Sydafrika) er en sydafrikansk tidligere roer og olympisk guldvinder.
Ndlovu vandt (sammen med Matthew Brittain, James Thompson og John Smith) guld i letvægtsfirer ved OL 2012 i London. Medaljen var historisk, idet det var den første OL-guldmedalje i roning nogensinde vundet af en afrikansk nation. Sydafrikanerne vandt finalen foran Storbritannien, der fik sølv, mens Danmark tog bronzemedaljerne.

## OL-medaljer
- 2012:  Guld i letvægtsfirer